# Unis
Unis (hangul: 유니스; rr: Yuniseu; MR: Yunisŭ; estilizado em letras maiúsculas ou como U&iS) é um girl group sul-coreano formado e gerenciado pela F&F Entertainment através do reality show Universe Ticket. O grupo consiste em oito membros: Hyeonju, Nana, Gehlee, Kotoko, Yunha, Elisia, Yoona e Seowon. E elas estrearam oficialmente no dia 27 de março de 2024 com o extended play (EP) We Unis.

## Nome do grupo
O nome do grupo, Unis, é derivado das frases "Universe is Started" ("o universo começou" em inglês) e U&I Story ("história entre eu e você" em inglês), se simboliza o desejo do grupo de continuar escrevendo sua própria história após ser formado através do reality show "Universe Ticket".

## História

### Pré-estreia: Antecedentes e formação através doUniverse Ticket
O Unis foi formado através do Universe Ticket, reality show musical feito pela rede de televisão SBS, e este reality foi ao ar no dia 18 de novembro de 2023, e teve o seu episódio final no dia 17 de janeiro de 2024.  O programa teve como objetivo formar um grupo musical multinacional, e para isso contou com a participação de 82 concorrentes de 13 países: Coreia, Japão, China, Canadá, Austrália, Itália, Filipinas, Tailândia, Vietnã, Indonésia, Myanmar, Mongólia e Malásia.
Antes de aparecerem no programa, algumas integrantes já estavam ativas na indústria do entretenimento: Nana fazia parte do girl group japonês Prikil; Seowon participou da segunda temporada do programa Miss Trot; Yoona fez parte do grupo infantil Play With Me Club e foi uma trainee cotadas para fazer parte do grupo Free In Sass; Hyeonju participou do reality show The Unit: Idol Rebooting Project, e também fez parte do grupo Good Day, usando o nome de Lucky, e do grupo Cignature, usando o nome de Belle.

### 2024: Estreia comWe Unis
Em 18 de Janeiro de 2024, foi informado pela F&F Entertainment que o grupo estaria estreando em Março. E em 29 de fevereiro, a agência do grupo confirmou que o Unis estaria fazendo sua estreia no dia 27 de Março. E, posteriormente, o grupo fez a sua estreia com o lançamento do extended play (EP) We Unis, juntamente com o lead single "Superwoman".
No dia 12 de julho, foi anunciado que o grupo lançaria o seu primeiro single album, intitulado "Curious", no dia 6 de agosto. E dois dias depois, em 14 de julho, o grupo divulgou o cronograma de promoções para o álbum. O lançamento do single album ocorreu na data prevista, acompanhado simultaneamente pelo videoclipe do lead single de mesmo nome. Em 3 de setembro, anunciou-se que o grupo estaria lançando o seu primeiro reality show, "Unibus Tour", em 24 do mesmo mês, em parceria com a Organização de Turismo de Busan.

### 2025–presente:Swicye turnê asiática
Em 6 de março de 2025, a agência do grupo, F&F Entertainment, anunciou que o Unis faria seu retorno em abril e iniciaria uma turnê asiática logo após o lançamento. Mais tarde, em 31 de março, foi anunciado que o grupo faria seu retorno em 15 de abril, com o extended play "Swicy". O anúncio foi feito juntamente com a divulgação do cronograma de promoções para o álbum. O lançamento do single album ocorreu na data prevista, acompanhado simultaneamente pelo videoclipe do lead single de mesmo nome. Com esse lançamento, o grupo conquistou sua primeira vitória em um programa musical sul-coreano no dia 23 de abril.

## Integrantes
- Hyeonju (em coreano:  현주), nascida Jin Hyeonju (em coreano:  진현주) na Coreia do Sul em 3 de novembro de 2001 (23 anos).[4]
- Nana (em coreano:  나나), nascida no Japão em 6 de junho de 2007 (17 anos).[4]
- Gehlee (em coreano:  젤리), nascida Gehlee Gimena Dangca nas Filipinas em 19 de agosto de 2007 (17 anos).[4]
- Kotoko (em coreano:  코토코), nascida no Japão em 28 de outubro de 2007 (17 anos).[4]
- Yunha (em coreano:  윤하), nascida Bang Yunha (em coreano:  방윤하) na Coreia do Sul em 28 de fevereiro de 2009 (16 anos).[4]
- Elisia (em coreano:  엘리시아), nascida Elisia Lyrisse Parmisano (em coreano:  이원희) na Filipinas em 18 de abril de 2009 (16 anos).[4]
- Yoona (em coreano:  윤아), nascida Oh Yoona (em coreano:  오윤아) na Coreia do Sul em 7 de outubro de 2009 (15 anos).[4]
- Seowon (em coreano:  서원), nascida Lim Seowon (em coreano:  임서원) na Coreia do Sul em 27 de janeiro de 2011 (14 anos).[4]

## Discografia

### Extended plays
| Título  | Detalhes | Maior posição nos charts | Vendas     |
| Título  | Detalhes | KOR                      | Vendas     |
| ------- | --- | ------------------------ | ---------- |
| We Unis | - Lançamento: 27 de março de 2024 - Gravadora(s): F&F Entertainment - Formato(s): CD, download digital, streaming Track listing 1. "Superwoman" 2. "Butterfly's Dream" 3. "Whatchu Need" 4. "Dopamine (UNIS Ver.)" 5. "Dream of girls (UNIS Ver.)"                      | 11                       | - : 65 052 |
| Swicy   | - Lançamento: 15 de abril de 2025 - Gravadora(s): F&F Entertainment - Formato(s): CD, download digital, streaming Track listing 1. "From A Seed Called 'Hey, What's Up?' ('뭐해?'라는 씨앗에서)" 2. "Swicy" 3. "Ddang! (땡!)" 4. "Good Feeling" 5. "Spring Rain (봄비)" | 3                        | - : 44 543 |

### Single Albums
| Título  | Detalhes | Maior posição nos charts | Vendas     |
| Título  | Detalhes | KOR                      | Vendas     |
| ------- | --- | ------------------------ | ---------- |
| Curious | - Lançamento: 6 de agosto de 2024 - Gravadora(s): F&F Entertainment - Formato(s): CD, download digital, streaming Track listing 1. "Curious (너만 몰라)" 2. "Datin' Myself" 3. "Poppin'" | 5                        | - : 70 376 |

### Singles
| Título              | Ano  | Maior posição nos charts | Álbum   |
| Título              | Ano  | KOR DL                   | Álbum   |
| ------------------- | ---- | ------------------------ | ------- |
| Superwoman          | 2024 | 41                       | We Unis |
| Curious (너만 몰라) | 2024 | 14                       | Curious |
| Swicy               | 2025 | 5                        | Swicy   |

### Outras músicas nos charts
| Título                                                      | Ano  | Maior posição nos charts | Álbum   |
| Título                                                      | Ano  | KOR DL                   | Álbum   |
| ----------------------------------------------------------- | ---- | ------------------------ | ------- |
| Butterfly's Dream                                           | 2024 | 133                      | We Unis |
| Whatchu Need                                                | 2024 | 140                      | We Unis |
| Dopamine (Unis Ver.)                                        | 2024 | 49                       | We Unis |
| Dream Of Girls (꿈의 소녀) (Unis Ver.)                      | 2024 | 115                      | We Unis |
| Poppin'                                                     | 2024 | 30                       | Curious |
| Datin' Myself                                               | 2024 | 31                       | Curious |
| Spring Rain (봄비)                                          | 2025 | 111                      | Swicy   |
| From A Seed Called 'Hey, What's Up?' ('뭐해?'라는 씨앗에서) | 2025 | 113                      | Swicy   |
| Ddang! (땡!)                                                | 2025 | 124                      | Swicy   |
| Good Feeling                                                | 2025 | 129                      | Swicy   |

## Videografia
| Título     | Ano  | Diretor | Ref.   |
| ---------- | ---- | ------- | ------ |
| Superwoman | 2024 | —       | [ 6 ]  |
| Curious    | 2024 | —       | [ 9 ]  |
| Swicy      | 2025 | —       | [ 13 ] |

## Filmografia

### Reality shows
| Ano  | Título          | Nota                                                             | Ref.   |
| ---- | --------------- | ---------------------------------------------------------------- | ------ |
| 2023 | Universe Ticket | Reality show de competição que determinou as integrantes do Unis | [ 4 ]  |
| 2024 | Unibus Tour     | —                                                                | [ 10 ] |

## Prêmios e indicações
| Premiação                              | Ano  | Categoria                                      | Nomeação | Resultado | Ref.          |
| -------------------------------------- | ---- | ---------------------------------------------- | -------- | --------- | ------------- |
| Asia Artist Awards                     | 2024 | Prêmio de Popularidade (Cantoras)              | Unis     | Indicado  | [ 22 ]        |
| Asia Model Awards                      | 2024 | Prêmio de Popularidade (Cantoras)              | Unis     | Venceu    | [ 23 ]        |
| Asian Pop Music Awards                 | 2024 | Melhor Artista Revelação (Estrangeiro)         | We Unis  | Indicado  | [ 24 ] [ 25 ] |
| Brand of the Year Awards               | 2024 | Melhor Rookie Feminina                         | Unis     | Venceu    | [ 26 ]        |
| Hanteo Music Awards                    | 2024 | Rookie do Ano – Feminino                       | Unis     | Indicado  | [ 27 ] [ 28 ] |
| Hanteo Music Awards                    | 2024 | Prêmio WhosFandom – Feminino                   | Unis     | Indicado  | [ 29 ] [ 28 ] |
| K-World Dream Awards                   | 2024 | Prêmio de Popularidade – Grupo Feminino        | Unis     | Venceu    | [ 30 ]        |
| K-World Dream Awards                   | 2024 | Icon Award – Grupo Feminino                    | Unis     | Venceu    | [ 30 ]        |
| Korea Best Brand Awards                | 2024 | Prêmio Asia Star – Star Idol                   | Unis     | Venceu    | [ 31 ]        |
| Korea Grand Music Awards               | 2024 | Tendência do Ano (Grupo de K-pop)              | Unis     | Venceu    | [ 32 ]        |
| Korea Grand Music Awards               | 2024 | IS Rookies                                     | Unis     | Venceu    | [ 32 ]        |
| Korea Culture and Entertainment Awards | 2024 | K-pop Award                                    | Unis     | Venceu    | [ 33 ]        |
| MAMA Awards                            | 2024 | Escolha dos Fãs - Feminino                     | Unis     | Venceu    | [ 34 ]        |
| MAMA Awards                            | 2024 | Artista do Ano                                 | Unis     | Indicado  | [ 34 ]        |
| MAMA Awards                            | 2024 | Melhor Nova Artista Feminina                   | Unis     | Indicado  | [ 34 ]        |
| MAMA Awards                            | 2024 | Escolha dos Fãs do Ano                         | Unis     | Indicado  | [ 34 ]        |
| Philippine K-pop Awards                | 2024 | Novato do Ano                                  | Unis     | Venceu    | [ 35 ]        |
| The Fact Music Awards                  | 2024 | Hottest Award                                  | Unis     | Venceu    | [ 36 ]        |
| The Fact Music Awards                  | 2024 | Today's Choice Award                           | Unis     | Venceu    | [ 36 ]        |
| TikTok Awards Korea                    | 2024 | Nova Estrela em Ascensão (Feminino)            | Unis     | Venceu    | [ 37 ]        |
| D Awards                               | 2025 | Descoberta do Ano                              | Unis     | Venceu    | [ 38 ]        |
| D Awards                               | 2025 | Dreams Silver Label                            | Unis     | Venceu    | [ 38 ]        |
| D Awards                               | 2025 | Prêmio de Melhor Popularidade - Grupo Feminino | Unis     | Indicado  | [ 39 ]        |
| Golden Disc Awards                     | 2025 | Artista Rookie do Ano                          | Unis     | Indicado  | [ 40 ]        |
| Golden Disc Awards                     | 2025 | Artista Mais Popular – Feminino                | Unis     | Indicado  | [ 41 ]        |
| Korea First Brand Awards               | 2025 | Idol Feminino Rookie                           | Unis     | Venceu    | [ 42 ]        |
| Seoul Music Awards                     | 2025 | Prêmio Principal (Bonsang)                     | Unis     | Pendente  | [ 43 ]        |
| Seoul Music Awards                     | 2025 | K-pop World Choice                             | Unis     | Pendente  | [ 43 ]        |
| Seoul Music Awards                     | 2025 | Prêmio K-Wave Special                          | Unis     | Pendente  | [ 43 ]        |
| Seoul Music Awards                     | 2025 | Prêmio de Popularidade                         | Unis     | Pendente  | [ 44 ]        |
| VP Choice Awards                       | 2025 | Ato de K-Pop do Ano                            | Unis     | Pendente  | [ 45 ]        |